# ماري كومفورت ليونارد
ماري كومفورت ليونارد (بالإنجليزية: Mary Comfort Leonard)‏ هي مُدرسة أمريكية، ولدت في 22 يناير 1856 في كوسيوسكو في الولايات المتحدة، وتوفي بنفس المكان في 4 أغسطس 1940.